# Ponte Salgueiro Maia
A Ponte Salgueiro Maia sobre o rio Tejo no IC10, está situada junto ao vale de Santarém a jusante da cidade.
Foi inaugurada em 11 de Junho de 2000. A ponte tem um comprimento total de 4300 metros sendo a travessia sobre o tejo uma ponte com tirantes de 570 metros de tabuleiro e o resto em viaducto.
O nome da ponte é uma homenagem ao capitão Salgueiro Maia.
A ponte não tem iluminação, pois a luz interfere com um aeródromo localizado nas imediações.